# Coupe d'Afrique du Nord de football 1936-1937
Navigation
Coupe AFN 1935-1936 Coupe AFN 1937-1938
Cet article traite de l'édition 1936-1937 de la Coupe d'Afrique du Nord de football. Il s'agit de la Sixième édition de cette compétition, qui se termine par une victoire de l'RU Alger.
C'est deux équipes de la Ligue d'Alger qui se rencontrent en finale. Ces deux équipes sont respectivement le RU Alger et la GS Alger. La finale se termine par une victoire du RU Alger sur la GS Alger sur le score de 1 but à 0.
Le RU Alger remporte la compétition pour la Deuxième fois de son histoire et permet à sa ligue, la Ligue d'Alger d'obtenir un Deuxième titre dans la compétition.

## Parcours LMFA-Maroc

### Premier Tour
- joués le 1936

|    | Date | Club | Score | Club | Lieu |
| -- | ---- | ---- | ----- | ---- | ---- |
| 1  |      | ...  | -     | ...  |      |
| 2  |      | ...  | -     | ...  |      |
| 3  |      | ...  | -     | ...  |      |
| 4  |      | ...  | -     | ...  |      |
| 5  |      | ...  | -     | ...  |      |
| 6  |      | ...  | -     | ...  |      |
| 7  |      | ...  | -     | ...  |      |
| 8  |      | ...  | -     | ...  |      |
| 9  |      | ...  | -     | ...  |      |
| 10 |      | ...  | -     | ...  |      |
| 11 |      | ...  | -     | ...  |      |
| 12 |      | ...  | -     | ...  |      |

### Deuxième Tour
- joués le 1936

|    | Date | Club | Score | Club | Lieu |
| -- | ---- | ---- | ----- | ---- | ---- |
| 1  |      | ...  | -     | ...  |      |
| 2  |      | ...  | -     | ...  |      |
| 3  |      | ...  | -     | ...  |      |
| 4  |      | ...  | -     | ...  |      |
| 5  |      | ...  | -     | ...  |      |
| 6  |      | ...  | -     | ...  |      |
| 7  |      | ...  | -     | ...  |      |
| 8  |      | ...  | -     | ...  |      |
| 9  |      | ...  | -     | ...  |      |
| 10 |      | ...  | -     | ...  |      |
| 11 |      | ...  | -     | ...  |      |
| 12 |      | ...  | -     | ...  |      |

### Troisième Tour
- joués le 1936

|   | Date | Club | Score | Club | Lieu |
| - | ---- | ---- | ----- | ---- | ---- |
| 1 |      | ...  | -     | ...  |      |
| 2 |      | ...  | -     | ...  |      |
| 3 |      | ...  | -     | ...  |      |
| 4 |      | ...  | -     | ...  |      |
| 5 |      | ...  | -     | ...  |      |
| 6 |      | ...  | -     | ...  |      |

### Quatrième Tour
- joués le 1936

|   | Date | Club | Score | Club | Lieu |
| - | ---- | ---- | ----- | ---- | ---- |
| 1 |      | ...  | -     | ...  |      |
| 2 |      | ...  | -     | ...  |      |
| 3 |      | ...  | -     | ...  |      |

## Parcours LTFA-Tunisie

### Premier Tour
- joués le 1936

|    | Date | Club | Score | Club | Lieu |
| -- | ---- | ---- | ----- | ---- | ---- |
| 1  |      | ...  | -     | ...  |      |
| 2  |      | ...  | -     | ...  |      |
| 3  |      | ...  | -     | ...  |      |
| 4  |      | ...  | -     | ...  |      |
| 5  |      | ...  | -     | ...  |      |
| 6  |      | ...  | -     | ...  |      |
| 7  |      | ...  | -     | ...  |      |
| 8  |      | ...  | -     | ...  |      |
| 9  |      | ...  | -     | ...  |      |
| 10 |      | ...  | -     | ...  |      |
| 11 |      | ...  | -     | ...  |      |
| 12 |      | ...  | -     | ...  |      |

### Deuxième Tour
- joués le 1936

|    | Date | Club | Score | Club | Lieu |
| -- | ---- | ---- | ----- | ---- | ---- |
| 1  |      | ...  | -     | ...  |      |
| 2  |      | ...  | -     | ...  |      |
| 3  |      | ...  | -     | ...  |      |
| 4  |      | ...  | -     | ...  |      |
| 5  |      | ...  | -     | ...  |      |
| 6  |      | ...  | -     | ...  |      |
| 7  |      | ...  | -     | ...  |      |
| 8  |      | ...  | -     | ...  |      |
| 9  |      | ...  | -     | ...  |      |
| 10 |      | ...  | -     | ...  |      |
| 11 |      | ...  | -     | ...  |      |
| 12 |      | ...  | -     | ...  |      |

### Troisième Tour
- joués le 1936

|    | Date | Club | Score | Club | Lieu |
| -- | ---- | ---- | ----- | ---- | ---- |
| 1  |      | ...  | -     | ...  |      |
| 2  |      | ...  | -     | ...  |      |
| 3  |      | ...  | -     | ...  |      |
| 4  |      | ...  | -     | ...  |      |
| 5  |      | ...  | -     | ...  |      |
| 6  |      | ...  | -     | ...  |      |
| 7  |      | ...  | -     | ...  |      |
| 8  |      | ...  | -     | ...  |      |
| 9  |      | ...  | -     | ...  |      |
| 10 |      | ...  | -     | ...  |      |
| 11 |      | ...  | -     | ...  |      |
| 12 |      | ...  | -     | ...  |      |

### Quatrième Tour
- joués le 1936

|   | Date | Club | Score | Club | Lieu |
| - | ---- | ---- | ----- | ---- | ---- |
| 1 |      | ...  | -     | ...  |      |
| 2 |      | ...  | -     | ...  |      |
| 3 |      | ...  | -     | ...  |      |
| 4 |      | ...  | -     | ...  |      |
| 5 |      | ...  | -     | ...  |      |
| 6 |      | ...  | -     | ...  |      |

### Cinquième Tour
- joués le 1936

|   | Date | Club | Score | Club | Lieu |
| - | ---- | ---- | ----- | ---- | ---- |
| 1 |      | ...  | -     | ...  |      |
| 2 |      | ...  | -     | ...  |      |
| 3 |      | ...  | -     | ...  |      |

## Parcours LAFA-Alger

### Premier Tour
- joués le 20 septembre 1936[1]:

|   | Date | Club                    | Score | Club             | Lieu          |
| - | ---- | ----------------------- | ----- | ---------------- | ------------- |
| 1 |      | RAS Alger               | 3 - 2 | AS Montpensier   |               |
| 2 |      | FC Rochambeau           | 2 - 1 | AS Rivet         | Fort-de-l'Eau |
| 3 |      | SCU El Biar             | 3 - 1 | AS Douéra        | Guyotville    |
| 4 |      | AS Trèfle Alger         | 4 - 1 | Stade Guyotville | El Biar       |
| 5 |      | Olympique Rouiba        | 4 - 0 | SC Médéa         | Blida         |
| 6 |      | Olympique de Tizi-Ouzou | 5 - 1 | SC Alger         | Ménerville    |
| 7 |      | OM Ruisseau             | 4 - 1 | AS Lebon         | Hussein Dey   |
| 8 |      | USM Blida               | 4 - 2 | Alger Olympique  | Boufarik      |
| 9 |      | ES Zéralda              | 10 -1 | AS Dellys        | Rouiba        |

### Deuxième Tour
- joués le 27 septembre 1936[2]:

|                         | Date | Club                    | Score | Club              | Lieu              |
| ----------------------- | ---- | ----------------------- | ----- | ----------------- | ----------------- |
| 1                       |      | MC Alger                | 2 - 1 | Red Star Algérois | Municipal / Alger |
| 2                       |      | Olympique Hussein Dey   | 5 - 2 | RAS Alger         | Saint-Eugène      |
| 3                       |      | RU Alger                | 6 - 0 | AS Trèfle Alger   | Caroubier         |
| 4                       |      | Gallia Sports d'Alger   | 6 - 0 | Stade Algérois    | Hussein Dey       |
| 5                       |      | Olympique Rouiba        | 2 - 1 | US Blida          | Maison-Carrée     |
| 6                       |      | AS Boufarik             | 4 - 3 | ES Zéralda        | Douéra            |
| 7                       |      | US Ouest Mitidja        | 3 - 1 | US Fort-de-l'Eau  | Boufarik          |
| 8                       |      | Olympique Marengo       | 2 - 0 | OM Ruisseau       | Blida             |
| 9                       |      | FC Blida                | 5 - 1 | USM Blida         | Blida             |
| 10                      |      | GS Orléansville         | 1 - 1 | FC Rochambeau     | Mouzaiaville      |
| 11                      |      | Olympique de Tizi-Ouzou | 1 - 0 | AS Saint-Eugène   | Ménerville        |
| 12                      |      | RC Maison-Carrée        | 9 - 0 | SCU El Biar       | Stade Lebon       |
| Match rejoué 11 octobre |      |                         |       |                   |                   |
|                         |      | GS Orléansville         | 1 - 0 | FC Rochambeau     | Affreville        |

| Titulaires : |  |
| |  |
| (Maillot) 1. Brakni Boualem 2. Albor Jordan 3. Kerrarsi Mustapha 4. Dahmoun Ramdane 5. Yamarène Ali 6. Derrich Braham 7. Sahnine M'hamed dit Missoum 8. Grimber 9. Kermouche Hassen 10. Benabdelouahab Mohamed dit Abdelouahab 11. Guitarni Djilali |  |
| Entraîneur : |  |
| Illoul Amar |  |

| Titulaires : |  |
| |  |
| (Maillot) 1. Pons 2. Ringeard 3. Moutarde 4. Gaci 5. Ghanem 6. Santamaria 7. Poncetti 8. Tordjmann 9. Centonze 10. Camachot 11. Ponsoda |  |

| Titulaires : |  |
| |  |
| (Maillot) 1. Brakni Boualem 2. Albor Jordan 3. Kerrarsi Mustapha 4. Dahmoun Ramdane 5. Yamarène Ali 6. Derrich Braham 7. Sahnine M'hamed dit Missoum 8. Grimber 9. Kermouche Hassen 10. Benabdelouahab Mohamed dit Abdelouahab 11. Guitarni Djilali |  |
| Entraîneur : |  |
| Illoul Amar |  |

| Titulaires : |  |
| |  |
| (Maillot) 1. Pons 2. Ringeard 3. Moutarde 4. Gaci 5. Ghanem 6. Santamaria 7. Poncetti 8. Tordjmann 9. Centonze 10. Camachot 11. Ponsoda |  |

### Troisième Tour
- joués le 1er novembre 1936[3]:

|   | Date | Club                  | Score | Club                    | Lieu              |
| - | ---- | --------------------- | ----- | ----------------------- | ----------------- |
| 1 |      | RC Maison-Carrée      | 1 - 0 | Olympique Hussein Dey   | Municipal / Alger |
| 2 |      | MC Alger              | 4 - 1 | Olympique Rouiba        | Maison-Carrée     |
| 3 |      | FC Blida              | 6 - 0 | Olympique de Tizi-Ouzou | Saint-Eugène      |
| 4 |      | Gallia Sports d'Alger | 3 - 1 | Olympique Marengo       | Boufarik          |
| 5 |      | AS Boufarik           | 4 - 2 | US Ouest Mitidja        | Blida             |
| 6 |      | RU Alger              | 2 - 0 | GS Orléansville         | Mouzaiaville      |

### Quatrième Tour
- joués le 6 décembre 1936[4]:

|              | Date | Club                  | Score | Club             | Lieu              |
| ------------ | ---- | --------------------- | ----- | ---------------- | ----------------- |
| 1            |      | FC Blida              | 2 - 2 | MC Alger         | Municipal / Alger |
| 2            |      | Gallia Sports d'Alger | 4 - 0 | RC Maison-Carrée | Municipal / Alger |
| 3            |      | RU Alger              | 1 - 0 | AS Boufarik      | Blida             |
| Match rejoué |      |                       |       |                  |                   |
|              |      | FC Blida              | -     | MC Alger         |                   |

## Parcours LOFA-Oran

### Premier Tour
- joués le 13 septembre 1936[5]:

|   | Date | Club                 | Score | Club                         | Lieu              |
| - | ---- | -------------------- | ----- | ---------------------------- | ----------------- |
| 1 |      | US Cheminots Oujda   | 2 - 0 | Stade Mondial Gambetta       | Oran              |
| 2 |      | JS Saint-Eugène      | 3 - 0 | CS Béni Saf                  | Oran              |
| 3 |      | JP Bel-Abbès         | 3 - 1 | SC Choupot                   | Bel-Abbès         |
| 4 |      | US Hammam Bou Hadjar | 8 - 1 | US Laferrière                | Hammam Bou Hadjar |
| 5 |      | SCJ Relizane         | 4 - 0 | RCM Relizane                 | Relizane          |
| 6 |      | SCFM Oujda           | 1 - 0 | Saint-Louis Sportive Oranais | Oujda             |
| 7 |      | GC Saïda             | 3 - 2 | Gallia Sport Tiaret          | Tiaret            |

### Deuxième Tour
- joués le 27 septembre 1936[6]:

|                         | Date | Club            | Score | Club                      | Lieu                            |
| ----------------------- | ---- | --------------- | ----- | ------------------------- | ------------------------------- |
| 1                       |      | SC Bel-Abbès    | 7 - 0 | AS Barrage Bou-Hanifia    | Bel-Abbès                       |
| 2                       |      | USFA Tlemcen    | -     | SCJ Relizane              | Relizane                        |
| 3                       |      | CDJ Oran        | 3 - 0 | US Cheminots Oujda        | Oujda                           |
| 4                       |      | IS Mostaganem   | 9 - 1 | USCC Témouchent           | Mostaganem                      |
| 5                       |      | CAL Oran        | 6 - 1 | JS Marine d'Oran          | Oran                            |
| 6                       |      | GC Saïda        | 2 - 0 | GC Oran                   | Saida                           |
| 7                       |      | ASM Oran        | 2 - 1 | SCFM Oujda                | Oujda                           |
| 8                       |      | AGS Mascara     | 3 - 2 | Brillant Medioni Sportive | Mascara                         |
| 9                       |      | JS Saint-Eugène | 2 - 0 | la Marsa                  | Oran                            |
| 10                      |      | Perrégaux GS    | -     | US Hammam Bou Hadjar      | Hammam Bou Hadjar               |
| 11                      |      | USM Oran        | 6 - 0 | US Bel-Abbès              | Sidi-Bel-Abbès                  |
| 12                      |      | JP Bel-Abbès    | 1 - 1 | AS Eckmühl                | Stade de Tir au pistolet / Oran |
| Match rejoué 25 octobre |      |                 |       |                           |                                 |
|                         |      | JP Bel-Abbès    | 3 - 1 | AS Eckmühl                | Bel-Abbès                       |

| Titulaires : |  |
| |  |
| (Maillot) 1. Baghdad Aboukébir 2. Bencharab Saffa dit "Ahmed" 3. Ghalem II 4. Ghalem I 5. Habib Draoua 6. Hamou Nafi 7. Martinez 8. Kader Firoud 9. Gacem 10. Serradj Ali 11. Rodriguez |  |

| Titulaires : |  |
| |  |
| (Maillot) 1. Baghdadi 2. Sotto 3. Serna 4. Forniclès 5. Chapapria I 6. Chapapria II 7. Ferrès 8. Rodriguez 9. Cazorla 10. Pelozuelo 11. Fortès |  |

| Titulaires : |  |
| |  |
| (Maillot) 1. Baghdad Aboukébir 2. Bencharab Saffa dit "Ahmed" 3. Ghalem II 4. Ghalem I 5. Habib Draoua 6. Hamou Nafi 7. Martinez 8. Kader Firoud 9. Gacem 10. Serradj Ali 11. Rodriguez |  |

| Titulaires : |  |
| |  |
| (Maillot) 1. Baghdadi 2. Sotto 3. Serna 4. Forniclès 5. Chapapria I 6. Chapapria II 7. Ferrès 8. Rodriguez 9. Cazorla 10. Pelozuelo 11. Fortès |  |

| Titulaires : |  |
| |  |
| (Maillot) 1. Philibert 2. José Vincent 3. Reig 4. Soussi 5. Lacasa Maurice 6. Ferrer François 7. Tari Adelain 8. Sanchez Diégo 9. Pinel Lucien 10. Mauche 11. Buenafuente |  |

| Titulaires : |  |
| |  |
| (Maillot) 1. Lopez 2. Sparza 3. Carria 4. Benkimoun 5. Barguin 6. Nicolas 7. Sanchez 8. Rodriguez 9. Castejan 10. Ayala 11. Bourradou |  |

| Titulaires : |  |
| |  |
| (Maillot) 1. Philibert 2. José Vincent 3. Reig 4. Soussi 5. Lacasa Maurice 6. Ferrer François 7. Tari Adelain 8. Sanchez Diégo 9. Pinel Lucien 10. Mauche 11. Buenafuente |  |

| Titulaires : |  |
| |  |
| (Maillot) 1. Lopez 2. Sparza 3. Carria 4. Benkimoun 5. Barguin 6. Nicolas 7. Sanchez 8. Rodriguez 9. Castejan 10. Ayala 11. Bourradou |  |

### Troisième Tour
- joués le 25 octobre 1936[7]:

|                          | Date        | Club                | Score     | Club          | Lieu                      |
| ------------------------ | ----------- | ------------------- | --------- | ------------- | ------------------------- |
| 1                        |             | ASM Oran            | 2 - 1     | AGS Mascara   | Stade Alenda / Oran       |
| 2                        |             | CAL Oran            | 6 - 2 a.p | GC Saïda      | Stade CALO/ Oran          |
| 3                        |             | Club des Joyeusetés | 1 - 0     | USM Oran      | Stade Delmonte / Oran     |
| 4                        |             | JS Saint-Eugène     | 1 - 0     | IS Mostaganem | Saint-Eugène / Oran       |
| 5                        |             | USFA Tlemcen        | 2 - 1     | Perrégaux GS  | Pérregaux                 |
| 6                        | 22 novembre | SC Bel-Abbès        | 1 - 1 a.p | JP Bel-Abbès  | Stade Amarnas / Bel-Abbès |
| Match rejoué 13 décembre |             |                     |           |               |                           |
|                          |             | SC Bel-Abbès        | -         | JP Bel-Abbès  | Stade Amarnas / Bel-Abbès |

| Titulaires : |  |
| |  |
| (Maillot) 1. Pérez 2. Laurent 3. Fructuoso 4. Manchon Joseph 5. Linarès 6. Rubio 7. Médina 8. Caillat 9. Cayuela 2 10. Chibani 11. Hernandez |  |

| Titulaires : |  |
| |  |
| (Maillot) 1. Alphonse Robergeot 2. Kirri Ahmed 3. Abdelkader Benzaoui 4. Gluais Gaston 5. Benzaoui.H 6. Martinez 7. Vincent André 8. Hachlouf 9. Allemand Joseph 10. Boumaïza Kaddour 11. Sicsou |  |

| Titulaires : |  |
| |  |
| (Maillot) 1. Pérez 2. Laurent 3. Fructuoso 4. Manchon Joseph 5. Linarès 6. Rubio 7. Médina 8. Caillat 9. Cayuela 2 10. Chibani 11. Hernandez |  |

| Titulaires : |  |
| |  |
| (Maillot) 1. Alphonse Robergeot 2. Kirri Ahmed 3. Abdelkader Benzaoui 4. Gluais Gaston 5. Benzaoui.H 6. Martinez 7. Vincent André 8. Hachlouf 9. Allemand Joseph 10. Boumaïza Kaddour 11. Sicsou |  |

| Titulaires : |  |
| |  |
| (Maillot) 1. Rubi 2. Paulin 3. Sanchez 4. Navarro 5. Gonzalès 6. Lopez 7. Planès 8. Munoz 9. Cano 10. Carrasco 11. Mas Louis |  |

| Titulaires : |  |
| |  |
| (Maillot) 1. Dahmani 2. Marquès 3. Sanchez 4. Kada 5. Leber 6. Millet 7. Pardiès 8. Djelloul 9. Baccoco 10. Gomez 11. Roca |  |

| Titulaires : |  |
| |  |
| (Maillot) 1. Rubi 2. Paulin 3. Sanchez 4. Navarro 5. Gonzalès 6. Lopez 7. Planès 8. Munoz 9. Cano 10. Carrasco 11. Mas Louis |  |

| Titulaires : |  |
| |  |
| (Maillot) 1. Dahmani 2. Marquès 3. Sanchez 4. Kada 5. Leber 6. Millet 7. Pardiès 8. Djelloul 9. Baccoco 10. Gomez 11. Roca |  |

| Titulaires : |  |
| |  |
| (Maillot) 1. Ferrandis 2. Pacchiano 3. Guillem.J 4. Gimenez 5. Véra 6. Chakor Mohamed 7. Guillem.V 8. Franciel 9. Castillo 10. Sparza 11. Bérenguer |  |

| Titulaires : |  |
| |  |
| (Maillot) 1. Baghdad 2. Bencharab 3. Belkhala 4. Boudjelal 5. Draoua 6. Ghalem 7. Martinez 8. Bouakeul Miloud 9. Kacem 10. Seradj 11. Tekkouk |  |

| Titulaires : |  |
| |  |
| (Maillot) 1. Ferrandis 2. Pacchiano 3. Guillem.J 4. Gimenez 5. Véra 6. Chakor Mohamed 7. Guillem.V 8. Franciel 9. Castillo 10. Sparza 11. Bérenguer |  |

| Titulaires : |  |
| |  |
| (Maillot) 1. Baghdad 2. Bencharab 3. Belkhala 4. Boudjelal 5. Draoua 6. Ghalem 7. Martinez 8. Bouakeul Miloud 9. Kacem 10. Seradj 11. Tekkouk |  |

### Quatrième Tour
- joués le 22 novembre 1936[8],[9]:

|   | Date            | Club         | Score | Club            | Lieu    |
| - | --------------- | ------------ | ----- | --------------- | ------- |
| 1 |                 | CDJ Oran     | 2 - 1 | CAL Oran        | Oran    |
| 2 |                 | USFA Tlemcen | 5 - 0 | JS Saint-Eugène | Tlemcen |
| 3 | 03 janvier 1937 | ASM Oran     | 4 - 1 | SC Bel-Abbès    | Oran    |

| Titulaires : |  |
| |  |
| (Maillot) 1. Ferrandis 2. Fernandez 3. Guillem 4. Gimenez 5. Véra 6. Llorens 7. Guillem 8. Franciel 9. Castillo 10. Sparza 11. Bérenguer |  |

| Titulaires : |  |
| |  |
| (Maillot) 1. Navarro 2. Lopez 3. Sanchez 4. Navarro II 5. Carrasco 6. Martinez 7. Mas 8. Planès 9. Cano 10. Nunoz 11. Legaz |  |

| Titulaires : |  |
| |  |
| (Maillot) 1. Ferrandis 2. Fernandez 3. Guillem 4. Gimenez 5. Véra 6. Llorens 7. Guillem 8. Franciel 9. Castillo 10. Sparza 11. Bérenguer |  |

| Titulaires : |  |
| |  |
| (Maillot) 1. Navarro 2. Lopez 3. Sanchez 4. Navarro II 5. Carrasco 6. Martinez 7. Mas 8. Planès 9. Cano 10. Nunoz 11. Legaz |  |

| Titulaires : |  |
|              |  |
| (Maillot)    |  |

| Titulaires : |  |
|              |  |
| (Maillot)    |  |

| Titulaires : |  |
|              |  |
| (Maillot)    |  |

| Titulaires : |  |
|              |  |
| (Maillot)    |  |

| Titulaires : |  |
| |  |
| (Maillot bleu) 1. Pérez 2. Frutucso 3. Coya 4. Gibbon 5. Linarez 6. Roubio 7. Médina 8. Lopez 9. Laurent 10. Chibani 11. Hernandez |  |

| Titulaires : |  |
| |  |
| (Maillot Blanc) 1. Pierrucci 2. Almira 3. Amat 4. Ferrer 5. Reig 6. Ardizzi 7. Yvanès 8. Niéto 9. Wilhelm Heiss 10. Matheron 11. Buénafuenté |  |

| Titulaires : |  |
| |  |
| (Maillot bleu) 1. Pérez 2. Frutucso 3. Coya 4. Gibbon 5. Linarez 6. Roubio 7. Médina 8. Lopez 9. Laurent 10. Chibani 11. Hernandez |  |

| Titulaires : |  |
| |  |
| (Maillot Blanc) 1. Pierrucci 2. Almira 3. Amat 4. Ferrer 5. Reig 6. Ardizzi 7. Yvanès 8. Niéto 9. Wilhelm Heiss 10. Matheron 11. Buénafuenté |  |

## Parcours LCFA-Constantine

### Premier Tour
- joués le 18 octobre 1936 [10]:

|   | Date | Club                  | Score | Club                        | Lieu          |
| - | ---- | --------------------- | ----- | --------------------------- | ------------- |
| 1 |      | RU Constantine        | 6 - 1 | USLVGA Guelma               | Philippeville |
| 2 |      | EV Kouif              | 2 - 0 | RCC Bône                    | Souk Ahras    |
| 3 |      | AS Batna              | 3 - 1 | CAC Constantine             | Sétif         |
| 4 |      | EJ Philippeville      | 3 - 1 | US Biskra                   | Constantine   |
| 5 |      | CS Constantine        | 3 - 1 | Avenir Sportive Constantine | Constantine   |
| 6 |      | CA Bordj Bou Arreridj | 2 - 1 | Défense Saint-Arnaud        | Sétif         |

| Titulaires : |  |
| |  |
| (Maillot) 1. Guenoun 2. Gamara 3. Billante 4. Boudjemah 5. Ben Tabet 6. Allighiéri 7. Pei-Tronchi 8. Béchichi 9. Caddéo 10. Canut 11. Illiano |  |

| Titulaires : |  |
| |  |
| (Maillot) 1. Djema 2. Mida 3. Ounis B 4. Kalfa 5. Ounis A 6. Baguermi 7. Benafia 8. Younès 9. Charlot 10. Saouli 11. Kalifa |  |

| Titulaires : |  |
| |  |
| (Maillot) 1. Guenoun 2. Gamara 3. Billante 4. Boudjemah 5. Ben Tabet 6. Allighiéri 7. Pei-Tronchi 8. Béchichi 9. Caddéo 10. Canut 11. Illiano |  |

| Titulaires : |  |
| |  |
| (Maillot) 1. Djema 2. Mida 3. Ounis B 4. Kalfa 5. Ounis A 6. Baguermi 7. Benafia 8. Younès 9. Charlot 10. Saouli 11. Kalifa |  |

| Titulaires : |  |
| |  |
| (Maillot) 1. Salah 2. Benafissa 3. Ferrari 4. Elbaz 5. Bentorcha 6. Boucetta 7. Bendib 8. Azouz 9. Belaid 10. Dormoy 11. Dehimi |  |

| Titulaires : |  |
| |  |
| (Maillot) 1. Fuster 2. Maldonado 3. Ouazzan 4. Benissi 5. Salvator 6. Lévy 7. Solal 8. Lellouche 9. Cracco 10. Ciolino 11. Azziza |  |

| Titulaires : |  |
| |  |
| (Maillot) 1. Salah 2. Benafissa 3. Ferrari 4. Elbaz 5. Bentorcha 6. Boucetta 7. Bendib 8. Azouz 9. Belaid 10. Dormoy 11. Dehimi |  |

| Titulaires : |  |
| |  |
| (Maillot) 1. Fuster 2. Maldonado 3. Ouazzan 4. Benissi 5. Salvator 6. Lévy 7. Solal 8. Lellouche 9. Cracco 10. Ciolino 11. Azziza |  |

### Deuxième Tour
- joués le 15 novembre 1936 [11]:

|   | Date | Club                | Score       | Club                  | Lieu          |
| - | ---- | ------------------- | ----------- | --------------------- | ------------- |
| 1 |      | RU Constantine      | 3 - 2       | RC Philippeville      | Guelma        |
| 2 |      | JS Guelma           | 1 - 0       | CC Biskra             | Sétif         |
| 3 |      | Sporting Club Sétif | 5 - 3       | CA Bordj Bou Arreridj |               |
| 4 |      | JBAC Bône           | non terminé | AS Batna              |               |
| 5 |      | EJ Philippeville    | 1 - 0       | SO Sétif              | Constantine   |
| 6 |      | AS Bône             | 2 -1        | CS Constantine        | Philippeville |

| Titulaires : |  |
| |  |
| (Maillot Damiers Bleu et Blanc) 1. Xibérras 2. Guittoun 3. Roux 4. Berthelot 5. Salah 6. Vella 7. Gonzalès 8. Brahim 9. Sarri 10. Azzopardi 11. Parisot |  |

| Titulaires : |  |
| |  |
| (Maillot Vert et Noir) 1. Salah 2. Bendjelloul 3. Mol 4. Boukarou 5. Bentorcha 6. Tebal 7. Cornier 8. Bendib 9. Lora 10. Azouz 11. Dehemi |  |

| Titulaires : |  |
| |  |
| (Maillot Damiers Bleu et Blanc) 1. Xibérras 2. Guittoun 3. Roux 4. Berthelot 5. Salah 6. Vella 7. Gonzalès 8. Brahim 9. Sarri 10. Azzopardi 11. Parisot |  |

| Titulaires : |  |
| |  |
| (Maillot Vert et Noir) 1. Salah 2. Bendjelloul 3. Mol 4. Boukarou 5. Bentorcha 6. Tebal 7. Cornier 8. Bendib 9. Lora 10. Azouz 11. Dehemi |  |

### Troisième Tour
- joués le 13 décembre 1936

|                       | Date | Club             | Score     | Club     | Lieu          |
| --------------------- | ---- | ---------------- | --------- | -------- | ------------- |
| 1                     |      | JBAC Bône        | 0 - 0 a.p | AS Batna | Constantine   |
| 2                     |      | JS Guelma        | 1 - 0     | AS Bône  | Philippeville |
| 3                     |      | EJ Philippeville | 1 - 0     | SC Sétif | Constantine   |
| rejoué 3 janvier 1937 |      |                  |           |          |               |
|                       |      | JBAC Bône        | 5 - 1     | AS Batna | Philippeville |

## Parcours des finalistes

### Huitièmes de finale
- Résultats du huitième de finale de la Coupe d'Afrique du Nord 1936-1937:
- joués le 7 février 1937[12],[13],[14]:

|                         | Date       | Club               | Score | Club             | Lieu             |
| ----------------------- | ---------- | ------------------ | ----- | ---------------- | ---------------- |
| 1                       |            | GS Alger           | 3 - 3 | Stade Gaulois    | Municipal/ Alger |
| 2                       |            | CDJ Oran           | 3 - 2 | ASPTT Casablanca | Oran             |
| 3                       |            | JBAC Bône          | 2 - 1 | ES Tunis         | Tunis            |
| 4                       |            | US Marocaine       | 4 - 2 | FC Blida         | Casablanca       |
| 5                       |            | EJ Philippeville   | 2 - 0 | ASM Oran         | Philippeville    |
| 6                       | 14 février | JS Guelma          | 3 - 0 | ES Sahel         | Constantine      |
| 7                       | 14 février | RU Alger           | 1 - 0 | Italia de Tunis  | Tunis            |
| 8                       | 14 février | Olympique Marocain | 2 - 1 | USFA Tlemcen     | Sidi-Bel-Abbès   |
| Match rejoué 21 février |            |                    |       |                  |                  |
|                         |            | GS Alger           | 4 - 0 | Stade Gaulois    | Tunis            |

### Quarts de finale
- Résultats des quarts de finale de la Coupe d'Afrique du Nord 1936-1937:
- joués le 7 mars 1937[15],[16]:

|   | Date    | Club      | Score | Club               | Lieu             |
| - | ------- | --------- | ----- | ------------------ | ---------------- |
| 1 |         | RU Alger  | 2 - 1 | US Marocaine       | Municipal/ Alger |
| 2 |         | CDJ Oran  | 2 - 1 | EJ Philippeville   | Philippeville    |
| 3 |         | JBAC Bône | 3 - 2 | Olympique Marocain | Rabat            |
| 4 | 15 mars | GS Alger  | 2 - 1 | JS Guelma          | Alger            |

### Demi-finales
- Résultats des demi-finales de la Coupe d'Afrique du Nord 1936-1937:
- joués le 4 avril 1937[17]:

|   | Date | Club     | Score | Club      | Lieu              |
| - | ---- | -------- | ----- | --------- | ----------------- |
| 1 |      | RU Alger | 3 - 0 | CDJ Oran  | Municipal / Alger |
| 2 |      | GS Alger | 3 - 2 | JBAC Bône | Bône              |

### Finale
- Résultats du finale de la Coupe d'Afrique du Nord 1936-1937

La finale joués le 2 mai 1937:
|   | Date       | Club     | Score | Club     | Lieu              |
| - | ---------- | -------- | ----- | -------- | ----------------- |
| 1 | 3 mai 1937 | RU Alger | 2 - 0 | GS Alger | Municipal / Alger |

| Titulaires : |  |
| |  |
| (Maillot Bleu et Blanc) 1. Cubilier 2. Raymond Couard 3. Rabia 4. Tazairt 5. Bernier 6. Poizat 7. Avoustin 8. Faglin 9. El Madhaoui 10. Malauzan 11. Thomas |  |

| Titulaires : |  |
| |  |
| (Maillot Rouge cercle Bleu) 1. Requin 2. Imbernon 3. Mouthier 4. Montel 5. Ohrant 6. Guillamot 7. Diméglio 8. Sadi 9. Vitiello 10. Calmus 11. Garcia |  |

| Titulaires : |  |
| |  |
| (Maillot Bleu et Blanc) 1. Cubilier 2. Raymond Couard 3. Rabia 4. Tazairt 5. Bernier 6. Poizat 7. Avoustin 8. Faglin 9. El Madhaoui 10. Malauzan 11. Thomas |  |

| Titulaires : |  |
| |  |
| (Maillot Rouge cercle Bleu) 1. Requin 2. Imbernon 3. Mouthier 4. Montel 5. Ohrant 6. Guillamot 7. Diméglio 8. Sadi 9. Vitiello 10. Calmus 11. Garcia |  |

| Coupe d'Afrique du Nord Vainqueur 1936-1937 |
| ------------------------------------------- |
| RU Alger Deuxième titre                     |